# 1582 год в науке
В 1582 году произошли различные научные и технологические события, некоторые из которых представлены ниже.

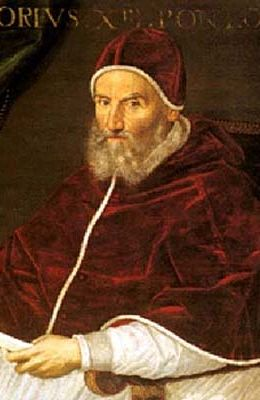
Римский папа Григорий XIII

## События
- 24 февраля — Римский папа Григорий XIII в специальной булле «Inter gravissimas»  («Среди важнейших») провозгласил календарную реформу — вместо неточного юлианского календаря вводится «григорианский календарь», в котором весеннее равноденствие, важное для определения дня Пасхи, всегда приходится на 20 марта.(в юлианском календаре оно постепенно смещалось в сторону зимы). Математической основой реформы стали труды Алоизия Лиллия и Христофора Клавиуса. Согласно плану Клавиуса, для компенсации накопившихся ошибок юлианского календаря следующий день после четверга 4 октября становится пятницей 15 октября. Несмотря на первоначальную оппозицию, большинство стран мира со временем приняли григорианский календарь[1].
- Начало похода Ермака в Сибирь.

## Публикации
- Джордано Бруно:
  - De umbris idearum;
  - Ars Memoriae;
  - Cantus Circaeus.
- Валерио Лука: Subtilium indagationum liber.
- Джованни Антонио Маджини: Ephemerides coelestium motuum.
- Амбруаз Паре: Discours d'Ambroise Paré : avec une table des plus notables matières contenues esdits discours ; De la mumie ; De la licorne ; Des venins[2].
- Ричард Хаклюйт: Divers Voyages Touching the Discoverie of America and the Ilands Adjacent unto the Same, Made First of all by our Englishmen, история открытия американских территорий.

## Родились
См. также: Категория:Родившиеся в 1582 году
- 25 декабря : Жан Франсуа, французский математик (ум. в 1668 году).
- Джованни Баттиста Балиани, генуэзский физик и политический деятель (ум. в 1666 году).
- Джон Бейнбридж, английский астроном (ум. в 1643 году).
- (год рожд. приблизителен): Александр Андерсон, шотландский математик (ум. около 1620 года).

## Скончались
См. также: Категория:Умершие в 1582 году
- 17 июля — Жак Пелетье, французский математик, поэт, гуманист (род. в 1517 году).